# Liphistius batuensis
Espèce
Liphistius batuensis est une espèce d'araignées mésothèles de la famille des Liphistiidae.

## Distribution
Cette espèce est endémique du Selangor en Malaisie péninsulaire,.

## Description
Le mâle et la femelle syntypes mesurent 9,6 mm.

## Étymologie
Son nom d'espèce, composé de batu et du suffixe latin -ensis, « qui vit dans, qui habite », lui a été donné en référence au lieu de sa découverte, les Grottes de Batu.

## Publication originale
- Abraham, 1923 : « A new spider of the genus Liphistius ». Journal of Malaysian Branch of the Royal Asiatic Society, vol. 1, p. 13-21.